# チャーレス・ラウトロプ
チャーレス・ラウトロプ（Charles Lautrup, 1894年1月17日 - 没年不明）は、デンマーク出身の指揮者、ピアニスト、音楽教師。

## 経歴
コペンハーゲンに生まれる。コペンハーゲン大学でヴィックスにピアノを、ベルリンのシュテルン音楽院でカール・シュレーダー2世に管弦楽法と指揮法を師事した。1921年にデンマーク王立劇場長に就任。文部省在外研究員の船橋榮吉の推薦により、1926年に東京音楽学校に招かれ来日し、同年1月から1931年6月まで同校で管弦楽、合唱、唱歌を教えた。1926年4月に帝国ホテルでピアニストとして演奏会に出演し、同じくピアニストのレオニード・コハンスキと共演した。指揮者として新交響楽団（現在のNHK交響楽団）と1927年3月13日の第3回定期公演（日本青年館）、1928年10月23日の演奏会、1930年10月15日の第75回定期公演（日本青年館）で共演している。1931年にアメリカ合衆国のオーケストラの指揮者として招聘され、同年6月27日に横浜港発の客船エンプレス・オブ・カナダ (RMS Empress of Canada) で米国に向かった。同日、出港前の船の甲板で東京音楽学校校長乗杉嘉壽によるラウトロプへの勲六等単光旭日章の伝達式が行われた。

## 教え子
- 指揮法
  - 橋本國彦[8]
- ピアノ
  - 平尾貴四男[9]
  - 松平頼則[10]
  - 東儀秀子[11]